# Speicherdatenregister

Das Speicherdatenregister (englisch abgekürzt MDR)

Das Speicherdatenregister (SDR) oder Speicherpufferregister (SPR) ist ein wichtiges Register eines Hauptprozessors in einem Von-Neumann-Rechner. Zusammen mit dem Speicheradressregister (SAR) dient es als schneller Zwischenspeicher und verringert die negativen Auswirkungen des Von-Neumann-Flaschenhalses.
Bei Mikroprozessoren wird zwischen Daten- und Adressbus unterschieden. Bei vielen Systemen haben beide Busse eine unterschiedliche Breite.
Das Speicherdatenregister (SDR) oder Speicherpufferregister (SPR) – englische Abkürzungen sind MDR von memory data register und MBR von memory buffer register – dient zur Zwischenspeicherung von Speicherzelleninhalten, damit der Inhalt in mehreren  unabhängigen Anweisungen benutzt werden kann. Dieses Register muss somit dieselbe Breite wie die Speicherzellen haben. Es verhält sich wie ein Puffer, indem es die Daten bereithält, bis sie per Steuersignal in den Hauptspeicher gespeichert bzw. auf den Bus gelegt werden. Um anzugeben, welche Adresse des Hauptspeichers das Speicherdatenregister ansprechen soll, wird die Adresse in das Speicheradressregister (SAR, englische Abkürzung MAR) geschrieben.
Im strengen Sinne ist es allerdings weniger ein echtes Register, sondern eher ein passiver Puffer.